# Valvata sincera
Valvata sincera is een slakkensoort uit de familie van de Valvatidae. De wetenschappelijke naam van de soort is voor het eerst geldig gepubliceerd in 1824 door Say.